# Ewa Świecińska
Ewa Świecińska – reżyser i scenarzysta filmów dokumentalnych, dziennikarka.

## Życiorys
Ukończyła teorię i historię filmu na Uniwersytecie Jagiellońskim w Krakowie. Karierę rozpoczęła od stażu we włoskiej telewizji publicznej Rai Uno, w latach 1991–1993. Następnie pracowała w TVP 1, najpierw w jako reporter w redakcji krajowej, a później w redakcji zagranicznej: również jako reporter, a także wydawca. W 1996 przeszła z TVP do nowo uruchomionej stacji telewizyjnej RTL 7, gdzie byłą reporterem i wydawcą wiadomości 7 minut. W RTL 7 zrealizowała swój pierwszy film dokumentalny Całopalenie.
Od 2000 produkuje filmy dokumentalne dla polskich stacji telewizyjnych, współpracuje głównie z redakcją filmu dokumentalnego TVP 2. Od 2006 do 2007 była kierownikiem redakcji publicystyki TVP 3. Od 2007 do 2008 pracowała w Polsat News, była m.in. wydawcą programu publicystycznego Sam na sam. W latach 2009–2010 była wydawcą głównego wydania Wiadomości. Następnie była wydawcą w TV Republika.
Od stycznia 2016 ponownie w TVP.
Autorka filmu „Pucz” o protestach w Sejmie i przed Sejmem z grudnia 2016, ukazywanych jako próba siłowego przejęcia władzy. Film pokazała TVP1 w styczniu 2017. Film był szeroko komentowany w mediach, krytycy zarzucali mu krytykę opozycji z motywacji politycznych.
W pracy Piotra Franaszka znalazło się stwierdzenie o współpracy Świecińskiej ze Służbą Bezpieczeństwa. Świecińska istotnie podpisała w 1981 zobowiązanie do współpracy, którą zerwała po 4 latach. W 2017 roku Sąd Okręgowy w Warszawie orzekł, że oświadczenie lustracyjne Świecińskiej, w którym zaprzecza takiej współpracy, jest zgodne z prawdą, czyli że Świecińska nie współpracowała z SB pomimo formalnego statusu współpracownika.

## Filmografia

### Scenariusz
- 1999: Całopalenie
- 1999: Przychodzę, by wam służyć
- 2000: Wniebowzięty
- 2000: Pasterz
- 2001: Balsamista
- 2002: Kiniarz
- 2002: Testament
- 2002: Wolni
- 2002: Eutanazja
- 2003: Odlot
- 2003: Sędziowie
- 2004: Do broni!
- 2004: Praca domowa
- 2004: Moje życie dla niego
- 2004: Do broni!
- 2006: Prosta historia
- 2007: Bal
- 2008: Dekalog... Po dekalogu
- 2010: Gorycz i chwała
- 2015: Święty z marginesu

### Reżyseria
- 1996: Nie ma przebaczenia
- 1999: Całopalenie
- 2001: Balsamista
- 2002: Testament
- 2002: Kiniarz
- 2002: Wolni
- 2002: Eutanazja
- 2003: Sędziowie
- 2003: Odlot
- 2004: Moje życie dla niego
- 2004: Do broni!
- 2004: Praca domowa
- 2004: Moje życie dla niego
- 2004: Do broni!
- 2006: Prosta historia
- 2007: Bal
- 2008: Dekalog... Po dekalogu
- 2010: Gorycz i chwała
- 2015: Święty z marginesu
- 2016: Świątynia
- 2017: Pucz[3]